# Het beste aan mij (ben jij)
Het beste aan mij (ben jij) is een nummer van de Belgische zanger Metejoor. Het nummer is uitgebracht in de lente van 2020 op tekst van de Nederlandse singer-songwriter Jaap Reesema (Jake Reese) en Yves Gaillard.

## Achtergrond
Het snelle nummer gaat over de dankbaarheid van een man voor de liefde die zijn nieuwe geliefde hem geeft ondanks de vele tekortkomingen die de man over zichzelf beschrijft (de opener "Waar was ik mee bezig? M'n eentonige leven" [...] en daaropvolgende passages als "Ik leefde van de nacht" [...], "Ik was een egoïst" [...], "Ik weet hoe moeilijk ik soms kan zijn" [...]). De man richt zich dan tot zijn geliefde en is hem/haar dankbaar om hem te verbeteren en derhalve toch bij hem te blijven.
"Het beste aan mij (ben jij)" werd een voltreffer voor Metejoor, die met het nummer per augustus 2020 ruim tien weken in de Vlaamse Ultratop 50-parade terug te vinden is. De hoogste notering voor het nummer was de zesde. In de zomer van 2020 werd het nummer genomineerd voor de Radio 2 Zomerhit. In de internationale Vlaamse Ultratop geraakte het nummer niet verder dan de eerste plaats in de tipparade. Metejoor haalde de Zomerhit niet binnen, deze ging naar Kom wat dichterbij door Regi featuring OT en Jake Reese, die dus Metejoors nummer heeft geschreven.